# Greg Germann
Gregory Andrew "Greg" Germann, född 26 februari 1958 i Houston, Texas, är en amerikansk skådespelare. Germann är troligen främst känd för sin roll som Richard Fish i TV-serien Ally McBeal (1997–2002).

## Filmografi i urval
- Miami Vice (1989)
- Once Around (1991)
- En brud på hugget (1993)
- Ned and Stacey (1995-1997)
- Ally McBeal (1997–2002)
- Ljuva november (2001)
- The Twilight Zone (2002)
- Talladega Nights: The Ballad of Ricky Bobby (2006)
- Eureka (2006)
- Rika vänner (2006)
- Desperate Housewives (2006)
- All I Want for Christmas (2007)
- Bolt (2008) (röst)
- Quarantine (2008)
- Ghost Whisperer (2009)
- Medium (2010)
- Hawaii Five-0 (2011)
- Drop Dead Diva (2012)
- Here Comes the Boom (2012)
- NCIS (2013)
- Law & Order: Special Victims Unit (2013-2014, 2017)
- Blue Bloods (2014)
- Atlas Shrugged: Part III (2014)
- How to Get Away with Murder (2014)
- Once Upon a Time (2016)
- Brooklyn Nine-Nine (2017)
- 2023 – Vad som än händer (TV-serie)